# Nuits-Saint-Georges
Nuits-Saint-Georges [nɥi sɛ̃ ʒɔʁʒ] ist eine französische Gemeinde mit 5.263 Einwohnern (Stand 1. Januar 2022) im Département Côte-d’Or in Bourgogne-Franche-Comté an der RN 74 zwischen Beaune und Dijon und an der Bahnstrecke Paris–Marseille. Die Kleinstadt liegt mit ihren 20,50 km² auf einer Höhe zwischen 224 und 516 m über dem Meer, circa 20 Kilometer südlich der Stadt Dijon und wird vom Fluss Meuzin durchquert. Die Gemeinde grenzt im Norden an die Weinbaugemeinde Vosne-Romanée.

## Geschichte
In der gallo-römischen Zeit gab es eine erste Ansiedlung, was durch Funde belegt ist. So wurden Weiheinschriften für den Gott Segomo entdeckt.
Der Ort wird bereits 1060 als Dépendance der Landherren von Vergy erwähnt. Stadtrechte bekam er 1212 und wurde 1362 befestigt. 1870 war Nuits-Saint-Georges Schauplatz einer schweren Schlacht zwischen den Truppen von Général Camille Crémer und der großherzoglich-badischen Division unter General Adolf von Glümer.

### Bevölkerungsentwicklung
| Jahr                       | 1962 | 1968 | 1975 | 1982 | 1990 | 1999 | 2009 | 2016 |
| Einwohner                  | 3970 | 4330 | 5063 | 5459 | 5569 | 5573 | 5618 | 5543 |
| Quellen: Cassini und INSEE |      |      |      |      |      |      |      |      |

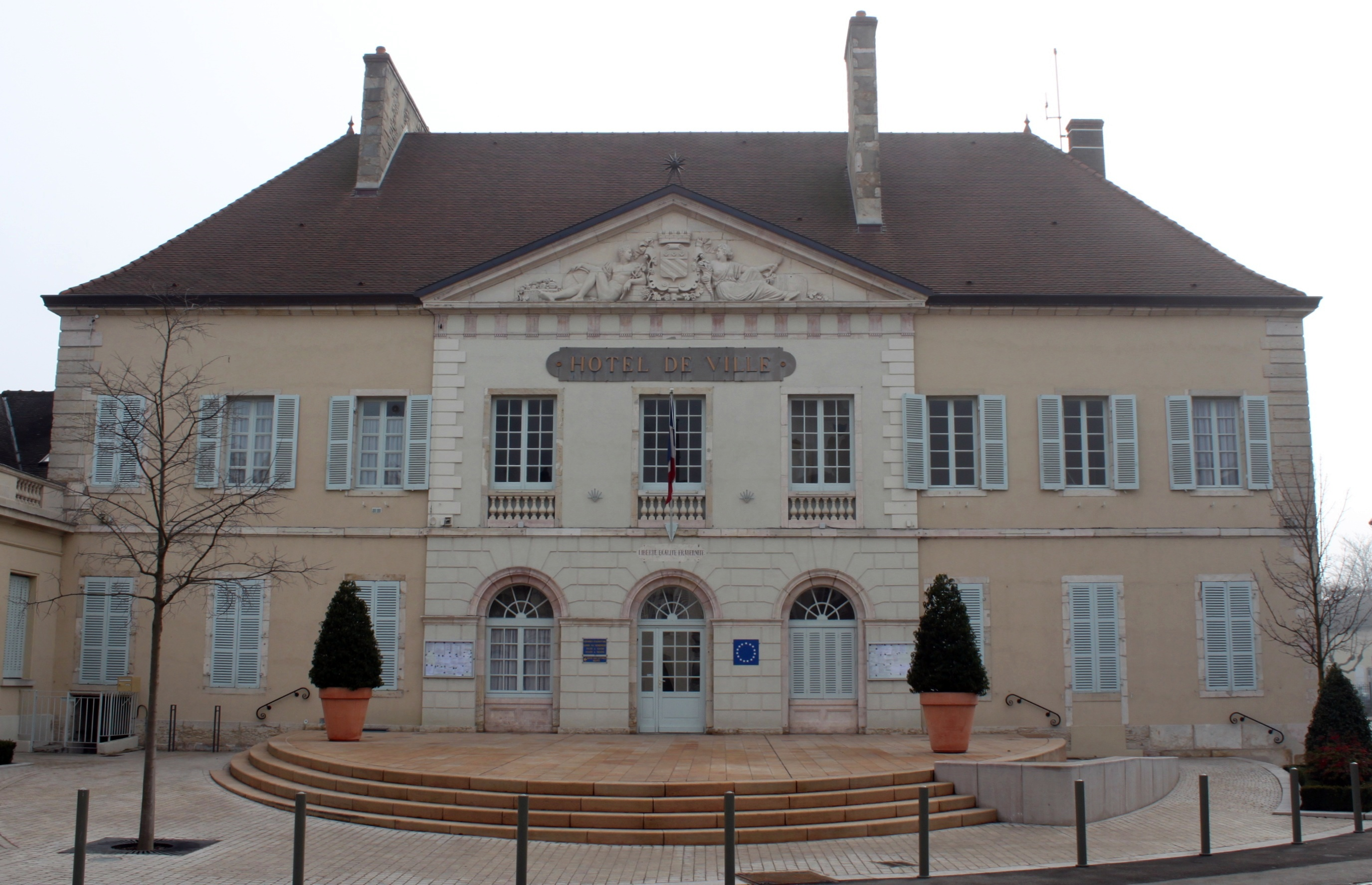
Hôtel de Ville (Rathaus)
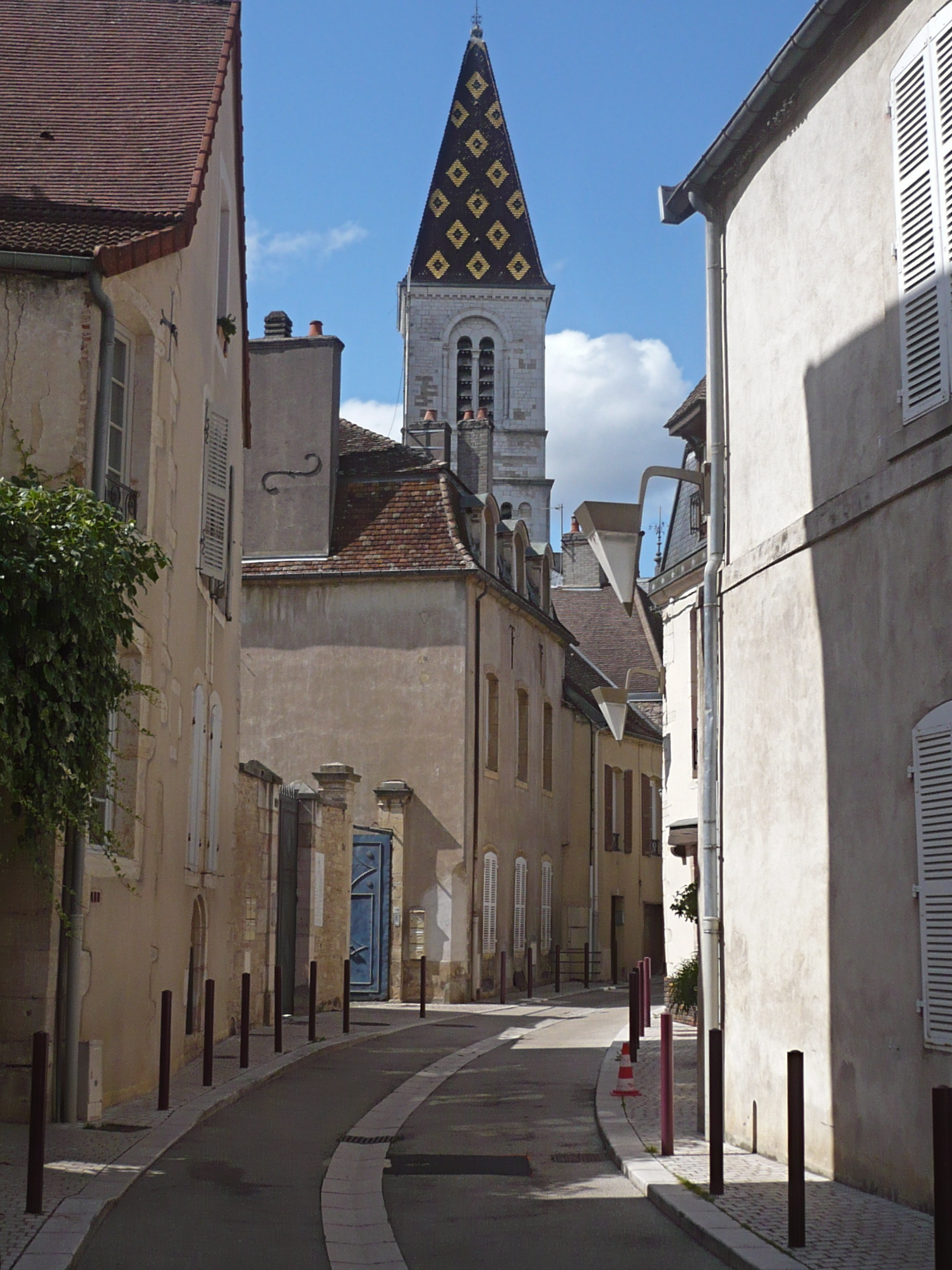
Rue Paul Cabet und Turm der Kirche Saint-Denis
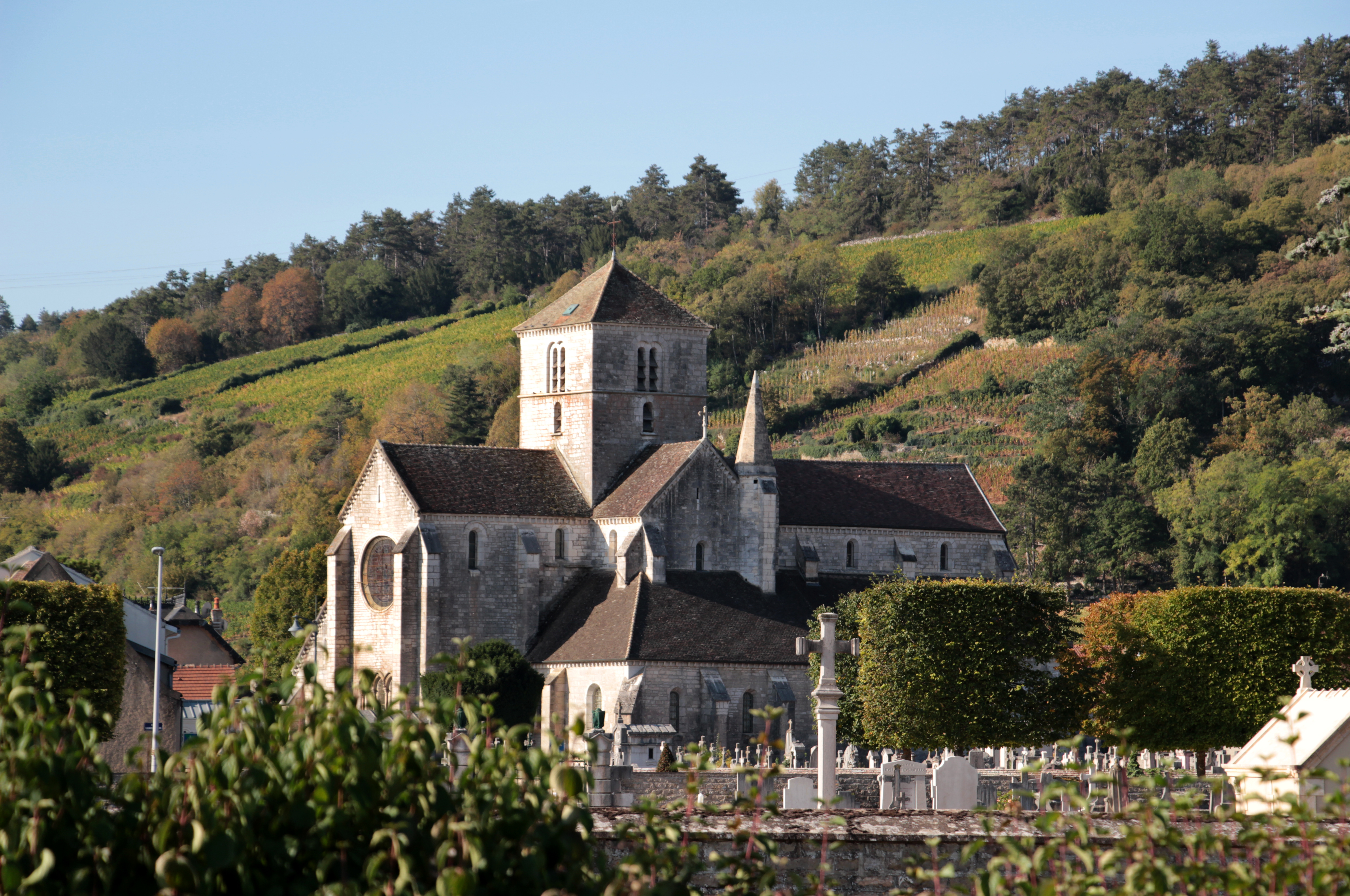
Kirche Saint-Symphorien

## Sehenswürdigkeiten

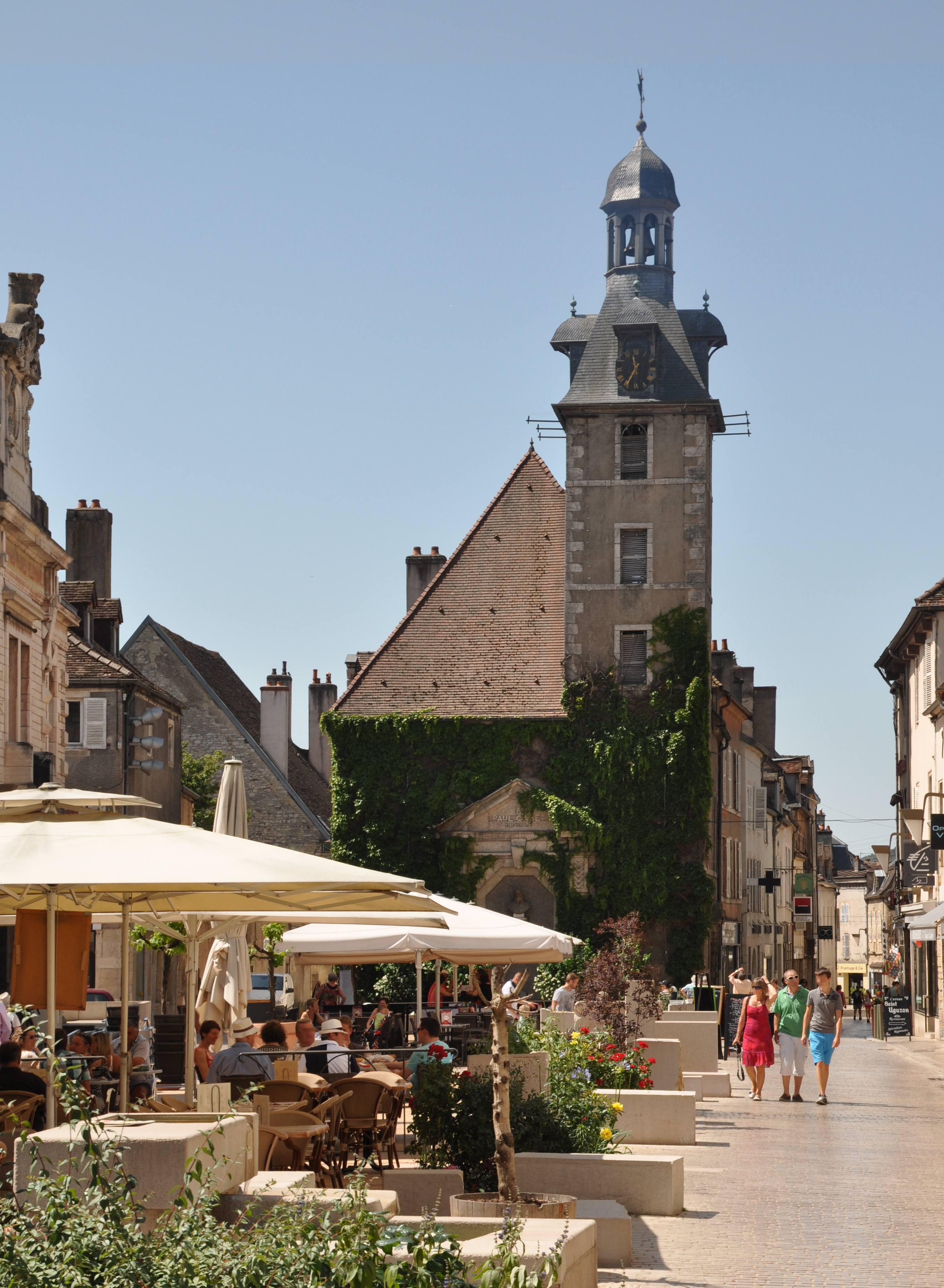
Place de la République mit dem Glockenturm „Beffroi“

- Lagerplatz des Magdalénien in der Grotte von Trou-Léger
- Grube mit Megalithen, in der in gallo-römischer Zeit Totenverbrennungen stattgefunden haben.
- Reste eines gallo-römischen Wohnviertels mit Apollon-Tempel, Mithräum, Statuen, Stelen, Töpferei, Münzen, Fibeln usw.
- Kirche Saint-Symphorien (13. Jahrhundert)
- Glockenturm „Beffroi“ aus dem frühen 17. Jahrhundert, gehörte bis 1833 zum Rathaus
- Cassissium, Museum einer Spirituosenbrennerei mit Möglichkeit der Verkostung

## Weinbau

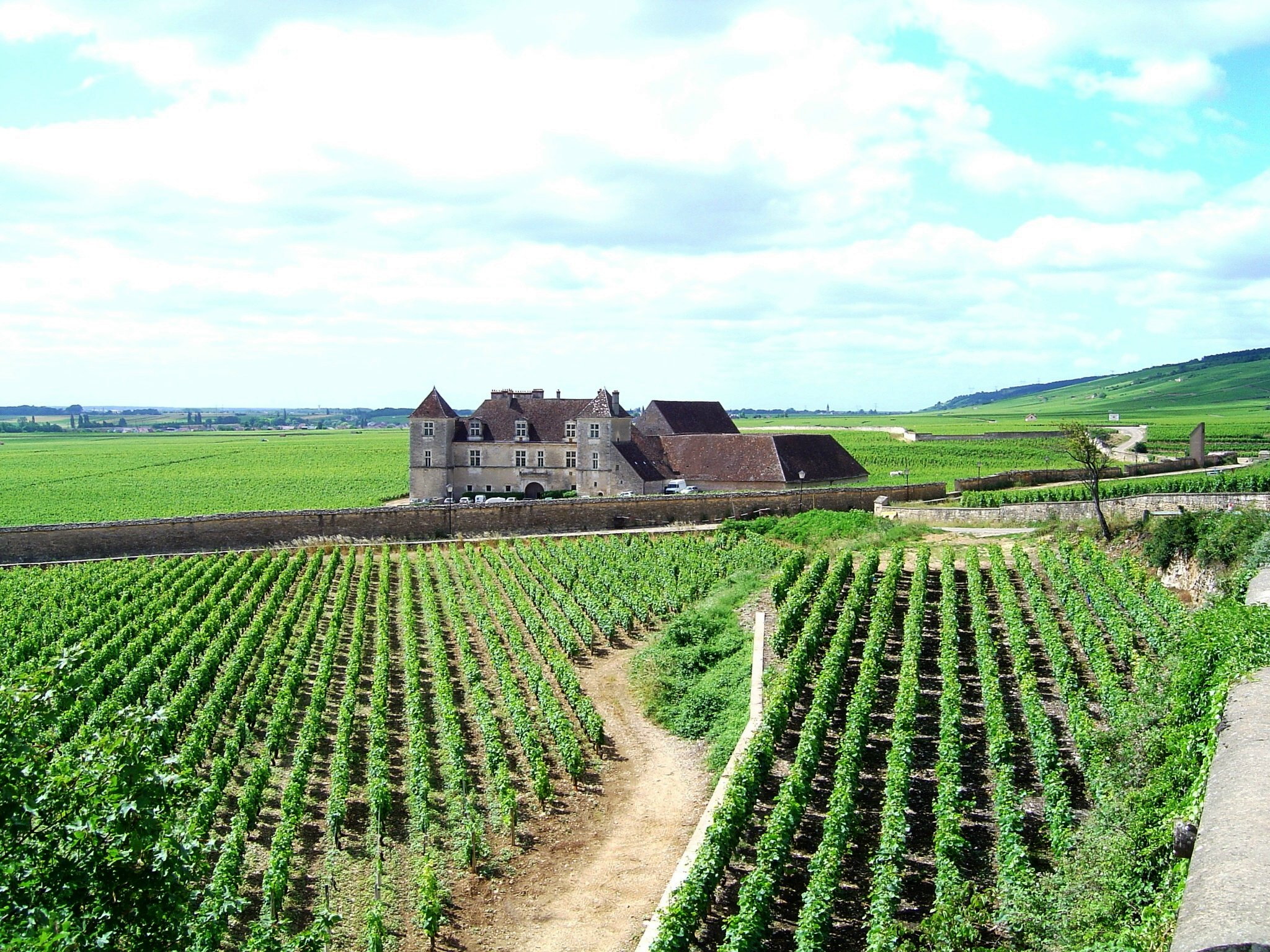
Clos de Vougeot
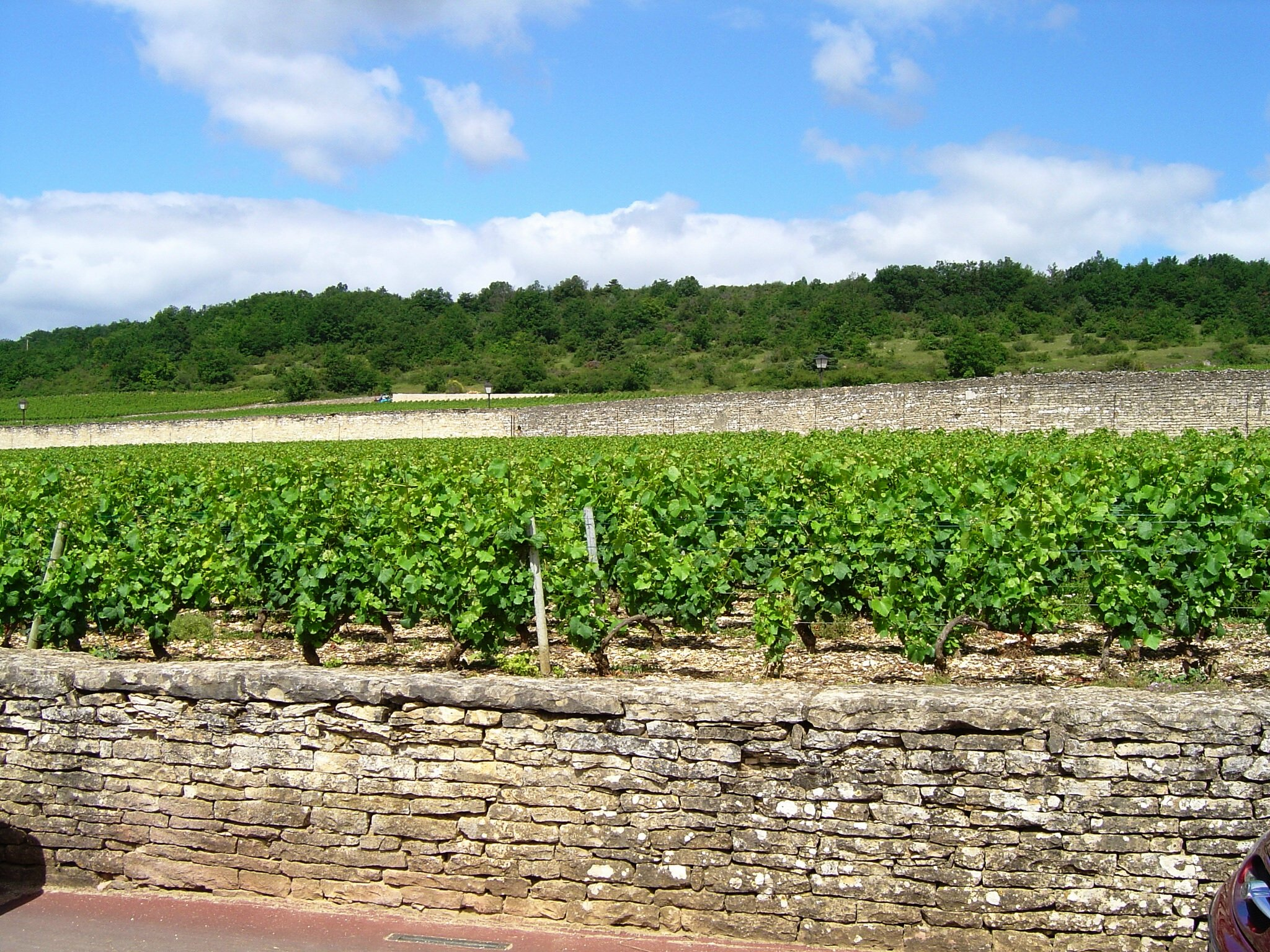
Weinbau an der Côte de Nuits

Das Weinbaugebiet Nuits-Saint-Georges gehört zum übergeordneten Gebiet der Côte de Nuits, im Weinbaugebiet Burgund. Seit 1934 verfügt das Gebiet Nuits-Saint-Georges über 2 Appellations d’Origine Contrôlée (kurz AOC):
- AOC Nuits-Saint-Georges: 165 Hektar (ha) Rebfläche, die exklusiv mit der Rotweinsorte Pinot Noir bestockt ist. Die Nachbargemeinde Premeaux-Prissey darf 12 ha ebenfalls unter diesem Namen vermarkten.
- AOC Nuits-Saint-Georges Premier Cru: 152 ha Rebfläche, davon 62 ha in der Gemeinde Premeaux. Die Namen der Premier-Cru-Lagen sind Aux Champs Perdrix, En la Perrière Noblot, Les Damodes, Aux Bourdots, Aux Cras, La Richemonde, Aux Murgers, Aux Vignerondes, Aux Chaignots, Aux Thorey, Aux Argillas, Aux Boussellots, Les Perrières, Les Hauts Pruliers, Château Gris, Les Crots, Rue de Chaux, Les Procès, Les Pruliers, Roncière, Les Saint-Georges, Les Cailles, Les Porrets Saint-Georges, Clos des Porrets Saint-Georges, Les Vallerots, Les Poulettes, Les Chaboeufs, Les Vaucrains, Chaînes Carteaux, Clos des Grandes Vignes. Die Premier Crus aus Premeaux sind Clos de la Maréchale, Clos Arlot, Les Terres Blanches, Clos les Didiers, Clos des Forêts Saint-Georges, Aux Perdrix, Clos des Corvées Pagets, Clos Saint-Marc, Les Argillières und Clos des Argillières.

Mehrere Winzer aus Nuits-Saint-Georges besitzen kleine Parzellen in einer der berühmtesten Grand-Cru-Weinlagen des Burgund: dem 50,6 ha umfassenden Clos de Vougeot, der größten Grand Cru Lage der Côte de Nuits. Etwa 7 Kilometer von Nuits-Saint-Georges entfernt in den Bergen liegen die Weinberge der Hautes-Côtes-de-Nuits. Hier wachsen ferner auch Schwarze Johannisbeeren für den Crème de Cassis, einer wichtigen Zutat für den Kir.

## Städtepartnerschaften
- Bingen am Rhein, Deutschland (seit 1960)
- Hitchin, Vereinigtes Königreich
- Tamines, Belgien
- Ichinomiya, Japan
- Avanos, Türkei

## Persönlichkeiten
Nuits-Saint-Georges ist Heimatstadt von
- Maurice Boitel (1919–2007), Maler
- François Thurot (1727–1760), Korsar
- François Félix Tisserand (1845–1896), Astronom
- Pierre-Claude Sarrazin (1689–1762), Schauspieler
- Paul Cabet, Bildhauer
- Camille Rodier, Winzer und einer der Begründer der Weinbruderschaft Chevaliers du Tastevin